# 김무건
김무건(한국 한자: 金武腱, 1997년 4월 21일 ~ )은 대한민국의 축구 선수이며, 포지션은 윙어이다. 현재 대한민국 K3리그 대전코레일FC에서 활약하고 있다

## 선수 경력
김무건은 내셔널리그 2016 시즌에 울산 현대미포조선 돌고래에 입단하였다. 내셔널리그에서 활약을 쌓은 김무건은 대한민국 U-20 대표팀에도 발탁되며, 화제를 낳기도 하였다. 2017 시즌을 앞두고, 신인 자유계약으로 제주 유나이티드 FC에 입단하였다. 2017시즌에는 한 경기도 출장하지 못하며, 시즌을 마무리지었다.
2018시즌을 앞두고 K3리그의 춘천 시민축구단으로 이적했다.
2020시즌을 앞두고 K4리그의 양평 FC로 이적했다.